# Вознесенский собор (Слободской)
Вознесенский собор — собор в городе Слободской в Кировской области России..

## История
Вознесенский собор впервые упоминается в Дозорной книге воеводы Фёдора Звенигородского в 1615 году. Изначально храм был деревянным. В 1681 году в Слободском был пожар, при котором пострадал почти весь город. Вознесенский собор также сгорел. Затем собор был перестроен, но он пока был деревянным. В 1742 году во всём Слободском уезде были пожары. В то время храм горел второй раз.
В 1753 году Вознесенский собор был построен в каменном исполнении. В 1750 году храму была построена трёхъярусная колокольня. В 1823 году церковь снова горела. В 1847 году собор разобрали.
В 1848 году храм решил перестроить купец Захар Давидович Герасимов. После его смерти волю отца выполнили его сыновья Владимир и Николай.
План собора был утверждён императором Николаем Первым 7 августа 1847 года. Церковь была заложена в присутствии архиепископа Вятского и Слободского преосвященного Неофита в 1848 году. Строительство закончилось в 1850 году.
В 1930 году Вознесенский собор был закрыт, а впоследствии разрушен.
Сейчас на месте храма располагается мемориальный комплекс «Вечный огонь».

#### Приходы Вятской епархии за 1872 год
Церкви и приходы в Вятской епархии (по клировым ведомостям 1872 г.). // Вятские Епархиальные ведомости, 1873 г., отдел духовно-литературный, № 1-24
Слободской Вознесенский собор Слободской уезд Город Слободской
№ 4, с. 118—119
60. Вознесенский собор.
Летний храм сооружен, на месте прежнего ветхого, в 1852 году иждивением потомственных почетных граждан братьев Владимира и Николая Герасимовых и освящен 24 мая 1853 года. Храма каменные. В летнем храме три престола: главный во имя Вознесения Господня, на правой стороне в честь Тихвинския Иконы Божией Матери, на левой во имя Св. Захарии и Елизаветы. В зимнем храме один престол — во имя Св. Великомученицы Екатерины, другой — в честь Владимирской иконы Божией Матери.
При соборе состоят протоиерей, три священника (один на диаконской вакансии), диакон и три псаломщика. Для квартир соборному духовенству имеется каменный двух-этажный дом и каменный Флигель. На содержание духовенству отведено 10 дес. сенокосной земли, но 7 дес. находятся под дорогами.
В соборном приходе 2471 душа м. п. и 2798 ж. п.; из них чиновников 42, купцов и мещан 661, крестьян в городе 134 и в 101 деревне 4431.

#### Церкви и часовни Вятской епархии за 1890 г.
Алфавитный указатель церквей и сел Вятской епархии с подразделением их на благочиннические округи: составлен 7 мая 1890 года. — Вятка: тип. Маишеева: 1890. Вознесенский собор, церковь соборная Слободской уезд Городское благочиние Число прихожан — муж.п.: 2861, жен.п.: 3186. Штат — протоиереев: 1. священников: 2. диаконов: 1. псаломщиков: 3. Вотская, часовня Коржинская, часовня Котельниковская, часовня Михонинская, часовня Пушкаревская, часовня Стуловская, часовня

#### Села и храмы Вятской епархии. Начало XX века
ГОУ «ГАКО», «Села и храмы Вятской епархии. Нач. XX в.» г. Слободской Вознесенский собор Слободской уездГородское благочиние и 1-й благочиннический округ

#### Приходы Вятской епархии за 1912 г.
Вятская епархия. Историко-географическое и статистическое описание (с картой Вятской губернии). Вятка 1912 Уездный город Слободской Вознесенский собор Слободской уезд Городское благочиние
Вознесенский собор, каменный, построен в 1852 г.; часовни в деревнях деревян.: Вотской, Коржинской, Котельниковской, постр. в 1884 г., Миханинской, постр. в 1868 г., Пушкаревской, постр. в 1869 г., и Стуловской, каменная, постр. в 1908 г.; причта по штату положено: 1 протоиерей, 2 священника, 1 диак., 3 псал.; квартиры для причта казенные; земли: усад. 1 д. 300 с., сен. 10 д. 386 с.; братский денежный доход: протоиер. 1728 р. 8 к., свящ. 1296 р. 6 к., диак. 864 р. 4 к., пс. 432 р. 2 к.; руги соб. на весь причт до 200 п. ржи и 300 п. овса; прихожан: правосл. рус. 3529 м. п., 3675 ж. п.; приход состоит из городских жителей и крестьян 85 селений, расст. 1 — 18 вер.

#### Списки населённых мест по приходам на конец XIX-начало XX века
г. Слободской Вознесенский собор Слободской уезд Слободское городское благочиние Число населённых мест в приходе: 86
По данным: Клировые ведомости за 1915 г. (ГАКО ф. 237, оп. 70, д. 1350)
Справочник по составу приходов церквей Слободского уезда на 1915 г. КОГКУ «ГАКО». Киров,